# Camp Lemonnier
Camp Lemonnier ist ein Expeditionsstützpunkt der United States Navy. Es befindet sich neben dem internationalen Flughafen Dschibuti-Ambouli in Dschibuti-Stadt und ist seit 2008 Basis der Combined Joint Task Force – Horn of Africa (CJTF-HOA) des United States Africa Command (USAFRICOM). Es ist die einzige permanente US-Militärbasis in Afrika. Das Camp wird von der U.S. Navy Region Europe, Africa, Southwest Asia betrieben.
Camp Lemonnier, benannt nach dem französischen Brigadegeneral Émile Lemonnier (1893–1945), wurde ursprünglich als Garnison für die französische Fremdenlegion gegründet. Der Stützpunkt wurde 2002 von Dschibuti an die Vereinigten Staaten verpachtet, zusammen mit dem Recht, den benachbarten Flughafen und die Hafenanlagen zu nutzen. Der Stützpunkt ist wichtig für die Operation Enduring Freedom – Horn of Africa (OEF-HOA) und ist das Herzstück eines Netzwerks von rund sechs US-Drohnen- und Überwachungsbasen, die sich über den gesamten Kontinent erstrecken. Die letztgenannten Luftwaffenstützpunkte sind kleiner und operieren von abgelegenen Hangars aus, die sich in lokalen Militärbasen oder zivilen Flughäfen befinden. Aufgrund seiner strategischen Lage dient Camp Lemonnier auch als Drehscheibe für Luftoperationen in der Region des Persischen Golfs. 
Dschibuti liegt strategisch günstig an der Bab-el-Mandeb-Straße, die den Golf von Aden vom Roten Meer trennt und die Zufahrten zum Suezkanal kontrolliert. Infolgedessen beherbergt das Land viele andere ausländische Militärstützpunkte, darunter einen chinesischen Marinestützpunkt, einen französischen Luftwaffenstützpunkt, einen italienischen Unterstützungsstützpunkt und einen japanischen Stützpunkt. Im Gegensatz zu französischen Truppen, die die Stadt Dschibuti betreten und mit den Einheimischen interagieren dürfen, dürfen US-Truppen Camp Lemonnier nur mit Sondergenehmigung verlassen, und der größte Teil von Dschibuti-Stadt ist ihnen nicht zugänglich.